# Kirchenruine Derichsweiler

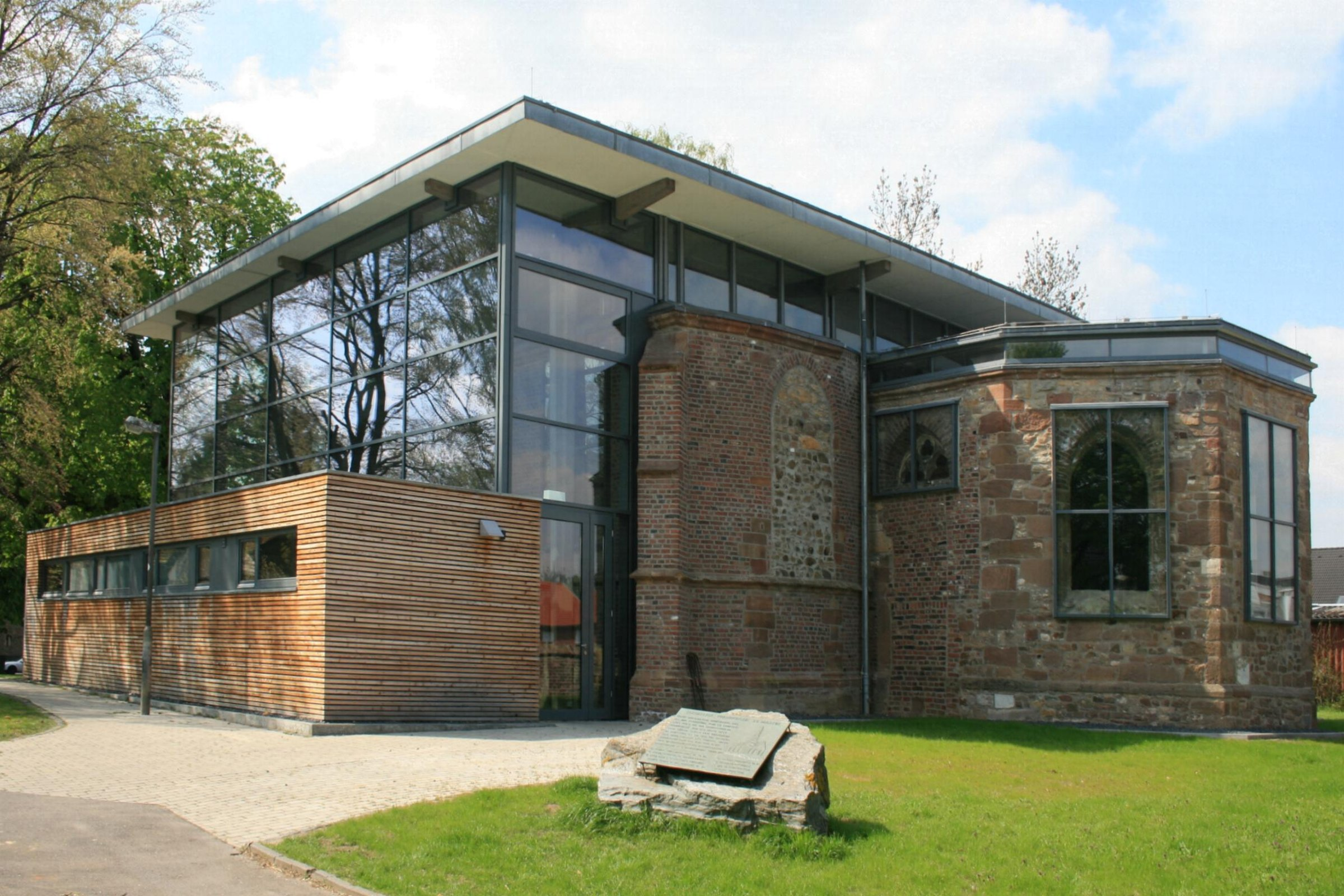

Die Kirchenruine Derichsweiler steht im Dürener Stadtteil Derichsweiler in Nordrhein-Westfalen.
Die dem Heiligen Martin von Tours geweihte Kirche wird erstmals im Jahre 1283 urkundlich erwähnt.
Das Mittelschiff der zweischiffigen Kirchenruine stammt aus dem 12./13. Jahrhundert, das Seitenschiff aus dem 15./16. Jahrhundert. Die nördliche Außenmauer des Mittelschiffs besteht aus Bruchstein mit vermauerten römischen Ziegeln. Das Seitenschiff hat gotische Maßwerkfenster. Der polygonale Chor besteht aus Sandsteinquadern. Im 18. Jahrhundert wurde eine Sakristei aus Bruchsteinen angebaut. An der Westseite steht ein Vorbau von 1810 mit Blausteinportal.
Die alte Kirche von Derichsweiler war die erste Kirche des Deutschen Reichs, die von einer Brandbombe im Zweiten Weltkrieg am 15. August 1940 zerstört wurde.
Die Ruine wurde zu einer Begegnungsstätte umgebaut.
Das Bauwerk ist unter Nr. 7/001 in die Denkmalliste der Stadt Düren eingetragen.